# 樊增祥

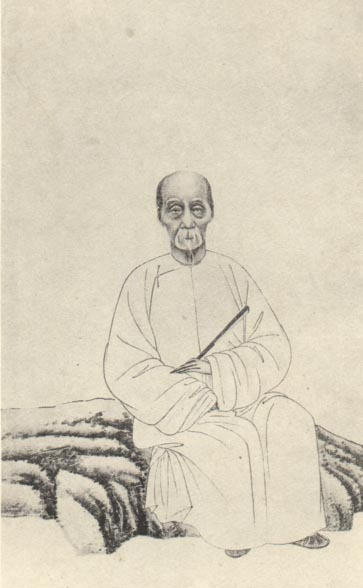
《清代學者象傳》第二集之樊增祥像

樊增祥（1846年—1931年），字嘉父，號雲門，一號樊山，別署天琴老人，湖北省恩施六角亭西正街梓潼巷人，清代官員，文學家。

## 生平
父樊燮是清代湖南永州（今零陵县）镇总兵，因得罪左宗棠被革职。光緒三年（1877年）丁丑科進士。同年五月，改翰林院庶吉士。光绪六年（1880年）四月，散館后，著以知县即用；歷任渭南知縣、陝西布政使、護理兩江總督。辛亥革命爆發，避居滬上。民国三年（1914）5月，袁世凱委任为參政院參政，兼政府高等政治顾问。

## 著作
樊增祥曾師事張之洞，和易顺鼎、袁昶并称“南皮三弟子”。又師事李慈銘，為同光派的重要詩人，詩作艷俗，有“樊美人”之稱，又擅駢文，死後遺詩三萬餘首，並著有上百萬言的駢文，是中國近代文學史上一位高產詩人。著有《樊山全集》。

## 軼事
据刘成禺《世载堂杂忆》记载，咸丰九年，樊增祥父親樊燮有事谒见湖南巡撫骆秉章，由幕友左宗棠代為接見，因拒絕向左宗棠行禮而被斥：“王八蛋，滚出去！”樊燮向朝廷參奏左氏反遭罷免，返鄉後在先人牌位旁邊，寫下「王八蛋滾出去」六個字之木牌，名為「洗辱牌」。並聘請名師教導其兩子，要求兩子关在精舍之中讀書，務求超越只有舉人功名的左宗棠，為父報復。且命令兩子有所成就前須身穿女裝，以作激勵：「考秀才進學，脫外女服；中舉人，脫內女服；中進士，焚洗辱牌，告先人以無罪。」樊增祥高中光緒三年（1877年）丁丑科進士後，焚燒洗辱牌以告慰當時已作古的樊燮，已有後人在功名上壓倒左宗棠。
亦有学者认为此经历为刘禺生附会，得于道听途说、羼入个人成见，不足为凭、有辱人格。

## 外部連結
- 樊增祥：洗辱牌下成长的一代诗宗 恩施新聞網